# Meczet w Poznaniu
Meczet w Poznaniu – należy do Muzułmańskiego Centrum Kulturalno-Oświatowego. Ośrodek islamu z meczetem zlokalizowany w Poznaniu przy ul. Biedrzyckiego 13 (Łazarz). Pod tym adresem mieści się także Stowarzyszenie Studentów Muzułmańskich w Polsce, założone w latach 80. XX w. i Centrum Kulturalno-Oświatowe.

## Obiekt i środowisko funkcjonowania
W Poznaniu stale przebywa około 200 muzułmanów (w regionie wielkopolskim od 500 do 1000), a podczas licznych imprez targowych i kongresów, liczba ta znacząco wzrasta. W 2006, z inicjatywy Ligi Muzułmańskiej w RP, zagospodarowano willę przy ul. Biedrzyckiego na salę modlitw, ośrodek islamu (klasy wykładowe i sala organizacji imprez), mieszkanie imama i jego rodziny oraz kuchnię. Kierownikiem Centrum Kulturalno-Oświatowego i imamem jest Youssef Chadid – Marokańczyk, zamieszkały w Polsce od 1994. Poprzednim imamem był Husam Freikh, tłumacz i nauczyciel języka arabskiego, absolwent Uniwersytetu Łódzkiego. Liczbę osób stale uczestniczących w modłach piątkowych (Dżummuah) szacuje się na około 60.

## Dojazd
Dojazd zapewniają tramwaje MPK Poznań, linii nr 5, 14 i 17 – przystanek Krauthofera na ulicy Głogowskiej i autobusy linii 164, 179 i 182 – przystanek Palacza na ulicy Arciszewskiego.

## Galeria

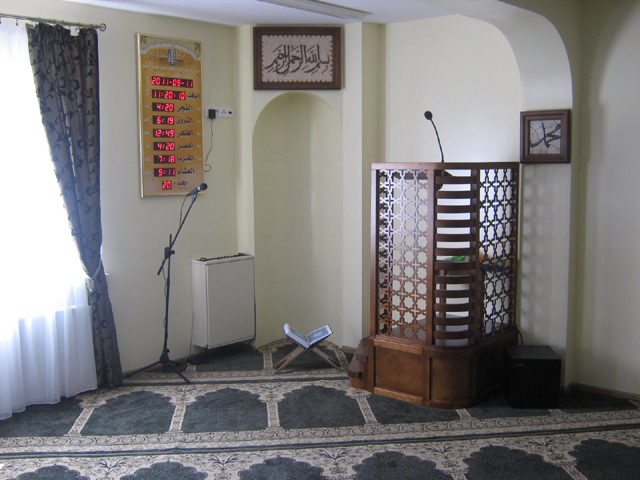
Sala modlitewna – widok na minbar i mihrab
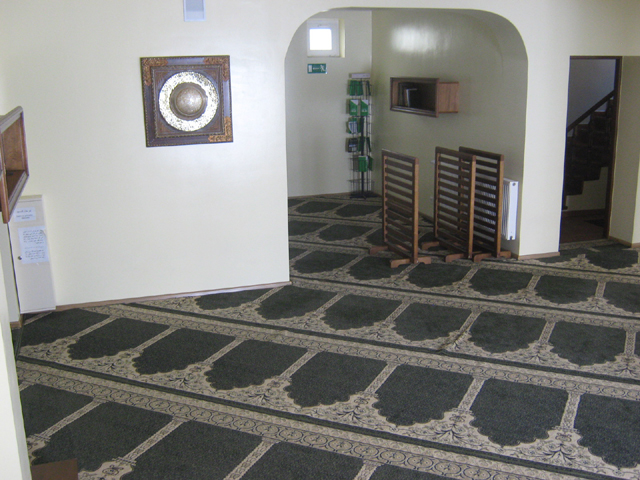
Sala modlitewna – widok na miejsce modlitwy dla kobiet
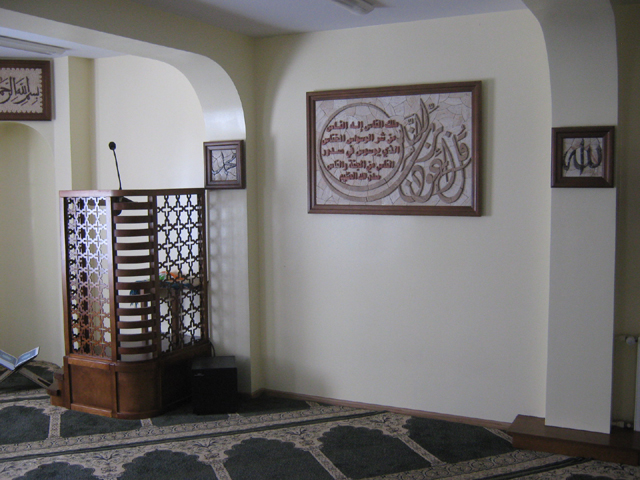
Sala modlitewna – widok na tablicę z surą